# Wirthsschleif
Wirthsschleif ist ein Gemeindeteil des Marktes Moosbach im Oberpfälzer Landkreis Neustadt an der Waldnaab, Bayern.

## Geographische Lage
Die Einöde Wirthsschleif liegt sechs Kilometer südlich von Moosbach am Tröbesbach.

## Geschichte
Vor 1815 gehörte die Glasschleife Vitus Schmucker dem Wirt zu Tröbes,
daher der Name Wirthsschleif.
In der Glasschleife arbeiteten 1818 sechs Personen.
Am 31. Dezember 1990 hatte Wirthsschleif fünf Einwohner und gehörte zur Pfarrei Moosbach.